# Амангельдыев, Дадебай Сапарович
Дадебай Сапарович Амангельдыев (туркм. Dädebaý Amangeldiýew) — туркменский государственный деятель.

## Биография
Родился в 1965 году в генгешлике (сельсовете) имени Худика Мурадова Тахтинский район Туркменская ССР.
В 1989 году окончил Туркменский политехнический институт по специальности «инженер-строитель».

## Карьера
- 1989—1992 — мастер-строитель, прораб в ремонтно-строительном управлении этрапа Гёроглы Дашогузского велаята.
- 1992—1998 — начальник специализированного ремонтно-строительного управления этрапа Гёроглы Дашогузского велаята.
- 1998—2004 — специалист сектора по координации деятельности предприятий промышленности, транспорта и связи управления делами хякимлика этрапа Гёроглы Дашогузского велаята.
- 2004—2012 — специалист, ведущий специалист, заведующим отделом управления делами хякимлика этрапа Гёроглы Дашогузского велаята.
- 2012—2013 — заместитель хякима Дашогузского велаята по строительству.
- 2013 — заведующий отделом строительства и эксплуатации автомобильных дорог Кабинета Министров Туркменистана.
- 2013—2017 — председатель Государственного концерна «Туркменавтоёллары» («Туркменские дороги»)[2][3].
- С января 2017 года по 12 апреля 2019 года — заместитель Председателя Кабинета министров Туркменистана (куратор вопросов строительства, энергетики и коммунального хозяйства)[3][4]. В сентябре 2017 в качестве заместителя председателя кабинета министров назначен куратором города Ашхабада. Уже через месяц, в 17 ноября 2017 года, Амангельдыеву Президент Бердымухамедов объявил строгий выговор «за неудовлетворительное исполнение должностных обязанностей» в качестве куратора столицы Туркменистана[5]. В феврале 2018 года за перебои с электроснабжением в Туркмении, а также «несоблюдение правил техники безопасности на строительных объектах» Дадебаю Амангельдыеву распоряжением Президента Туркменистана был вновь объявлен строгий выговор «за ненадлежащее исполнение должностных обязанностей, ослабление контроля над деятельностью курируемых министерств и ведомств»[6][7].
- С 5 по 13 мая 2017 года временно исполнял обязанности заместителя председателя кабинета министров по вопросам промышленности в связи с кончиной Батыра Эрешова и до назначения нового заместителя председателя[8][9][10].
- 12 апреля 2019 года переведён с должности заместителя Председателя Кабинета министров страны на должность руководителя строительства автомобильной трассы между городом Туркменбаши и границей с Казахстаном[11][12].

## Награды и звания
- Медаль «Махтумкули Фраги»
- Юбилейная медаль «Независимый, Постоянно Нейтральный Туркменистан»
- Юбилейная медаль «25 лет независимости Туркменистана»
- Памятный знак в честь 26-й годовщины независимости Туркменистана[13]